# Harald Lemmerer
Pour les articles homonymes, voir Lemmerer.
Harald Lemmerer, né le 30 décembre 1991, est un coureur autrichien du combiné nordique, devenu biathlète. 

## Carrière
Sa première sélection en équipe nationale a lieu en 2010 pour les Championnats du monde junior.
Il apparaît pour la première fois en Coupe du monde en décembre 2010 à Ramsau am Dachstein. Il marque son premier point un an plus tard à Seefeld. Il détient comme meilleures performances deux 14e places en Coupe du monde en 2014 et 2015.
Lors de la saison 2017-2018, il se consacre à un nouveau sport : le biathlon. En 2019, il monte sur son premier podium individuel international dans ce sport dans l'IBU Cup à Sjusjøen.
En décembre 2019, il fait ses débuts en Coupe du monde de biathlon à Hochfilzen. Un an plus tard, il marque ses premiers points dans la compétition avec une 31e place à l'individuel de Kontiolahti.

## Palmarès en combiné nordique

### Coupe du monde
- Meilleur classement général : 39e en 2015.
- Meilleur résultat individuel : 14e.

#### Différents classements en Coupe du monde
| Année     | Classement général final |
| 2011-2012 | 61e                      |
| 2013-2014 | 44e                      |
| 2014-2015 | 39e                      |
| 2015-2016 | 46e                      |
| 2016-2017 | 47e                      |

### Grand Prix d'été
- 1 victoire en sprint par équipes en 2015.

### Coupe continentale
- Meilleur classement général : 2e en 2013 et 2015.
- 4 victoires.

## Palmarès en biathlon

### Coupe du monde
- Meilleur résultat individuel : 31e.

### IBU Cup
- 2 podiums individuels.